# Syltfunk
Syltfunk – Sölring Radio war ein kommerzielles privates Lokalradio in Tinnum auf Sylt in Schleswig-Holstein, zudem das regionale Radio für Einheimische und Gäste im Bereich nordwestliches Nordfriesland. Es wurde nach dem Dialekt Sölring (Sylterfriesisch) benannt.

## Geschichte
Im Jahr 2009 begann der Sender seinen Sendebetrieb über das Internet. Am 1. Juni 2016 nahm Syltfunk sein Programm auf UKW auf und galt damit als erster privater Lokalradiosender in Schleswig-Holstein mit einem 24-Stundenprogramm.
Syltfunk setzte beim Aufbau seiner Produktions- und Sendeinfrastruktur auf ein Gesamtkonzept des Leipziger Full-Service-Dienstleisters Divicon Media.
Am 31. Juli 2018 meldete Syltfunk Insolvenz beim Amtsgericht Niebüll an. Der Sendebetrieb wurde bis Februar 2019 aufrechterhalten. Am 11. Februar wurde Syltfunk mit dem bisherigen Sender Antenne Sylt zusammengeführt, der bislang nur über DAB in Hamburg zu hören war und auf der Insel nur im Sommer als Veranstaltungsradio über UKW zu hören ist. Mit dem Zusammenschluss stehen die beiden UKW-Frequenzen von Syltfunk für den neuen Sender zur Verfügung, das bisher das Mantelprogramm von Radio 21 in Garbsen übernommen hat.

## Programm
Der Fokus lag nach Angabe des Senders auf regionalem Tagesgeschehen aus dem Sendegebiet, insbesondere in den Bereichen Information, Kultur, Touristik, Politik, Sport und Bildung. Dazu gehörten alle gesellschaftsrelevanten Themenbereiche mit stündlichen Nachrichten von der Nachrichtenagentur DPA und halbstündlichen Regionalnachrichten werktags aus der eigenen Redaktion. Ergänzend wurden Informationen zu Verkehrslenkung und Katastrophenschutz angeboten. Das Musikprogramm war auf die Zielgruppen abgestimmt. Im Programm waren neben deutschen auch täglich Beiträge auf Nordfriesisch und Plattdeutsch zu hören.
Der Sender nutzte zudem Radio Data System (RDS) für programmbegleitende Informationen.

## Moderatoren
- Stefan Hartmann (alle Sendezeiten auch Jazz Spezial Di 21 bis 23 Uhr)
- Steve Carstensen (Der Vormittag 07–14 Uhr)
- Malte Paucken (Der Nachmittag 14–18 Uhr, Der Samstagmorgen 08–14 Uhr, Der Sonntagmorgen 08–14 Uhr)
- Thore Laufenberg (Der Abend 18–21 Uhr)
- Dagmar Brudnizki (Singer/Songwriter am jeweils letzten Donnerstagabend im Monat 21–23 Uhr)
- Ambroise Gaglo (Diaspora am jeweils ersten Samstagabend im Monat 18–21 Uhr)

## Empfang
Das Programm von Syltfunk konnte über UKW in Schleswig-Holstein (Westerland 88,1 MHz mit 0,2 kW und Süderlügum bei Niebüll 100,3 MHz mit 2,0 kW) und im Internet empfangen werden. Dies entspricht einer technischen Reichweite von der dänischen Grenze bis nach Bredstedt und darüber hinaus bis auf die nordfriesischen Inseln. Auf der Website des Senders wird ein Livestream angeboten.